# Samha
Samha (in arabo سمحة‎?, Samḥa) è la più piccola delle tre isole abitate dell'arcipelago di Socotra nell'oceano Indiano nord-occidentale. Dal punto di vista amministrativo appartiene al Governatorato di Socotra della Repubblica dello Yemen.

## Geografia
L'isola si trova circa 70 km a est di ʿAbd al-Kūrī e 46 km a sud-ovest di Socotra, l'isola principale dell'arcipelago. Samha e la vicina isola di Darsa, situata 17 km ad est, sono anche chiamate al-Ikhwan (الإخوان), «i fratelli».
Samha è lunga quasi 12 km, larga fino a 5,5 km e ha una superficie di circa 40 km². Ospita circa 100 abitanti (censimento del 2004), che vivono nell'unico centro abitato sulla costa settentrionale. Insieme alle tre isole vicine dell'arcipelago di Socotra, Samha è patrimonio mondiale dell'UNESCO dal 2008.